# Aloe makayana
Aloe makayana là một loài thực vật có hoa trong họ Măng tây. Loài này được Lavranos, Rakouth & T.A.McCoy mô tả khoa học đầu tiên năm 2008.